# Clondiru
Clondiru – wieś w Rumunii, w okręgu Buzău, w gminie Ulmeni. W 2011 roku liczyła 751 mieszkańców.